# Andrzej Antoni Wawryniuk
Andrzej Antoni Wawryniuk (ur. 1945) – polski historyk (habilitacja) i geograf społeczno-ekonomiczny (doktorat). 

## Życiorys
Jest doktorem habilitowanym w zakresie nauk humanistycznych w dziedzinie historia – stopień nadany przez Wydział Socjologiczno-Historyczny Uniwersytetu Rzeszowskiego, doktorem honoris causa, profesorem Państwowej Akademii Nauk Stosowanych w Chełmie, profesorem wizytujący (Visiting Professor) Wołyńskiego Uniwersytetu Narodowego im. Łesi Ukrainki w Łucku, honorowym wykładowcą Polskiej Szkoły im. Marii Skłodowskiej Curie w Clearwater (Floryda USA). Jest specjalistą w zakresie stosunków polsko-radzieckich i polsko-ukraińskich, szeroko rozumianej problematyki granicznej oraz historii regionu nadbużańskiego. W dorobku naukowym ma około 260 publikacji, w tym 36 monografie.

## Wybrane publikacje
- Andrzej Antoni Wawryniuk, Droga do chwały. Młodość i krąg rodzinny Tadeusza Kościuszki, Chełm 2021, 223 s.
- Po obu stronach Bugu. Relacje obrońców Ojczyzny z kampanii wrześniowej 1939 r. oprac. Andrzej Wawryniuk, Chełm 2021, 132 s.
- Andrzej Antoni Wawryniuk, Ojczyzna w potrzebie... Polonia amerykańska wobec Polski w obu wojnach światowych, Chełm-Lublin 2020, 228 s.
- Andrzej Antoni Wawryniuk, Od wojny do wojny. Granica wschodnia II Rzeczypospolitej po traktacie ryskim, Lublin-Chełm 2017, 315 s.
- Andrzej Antoni Wawryniuk, Granica polsko-sowiecka po 1944 roku (na odcinku z Ukrainą), Chełm 2015, 520 s.
- Andrzej Antoni Wawryniuk, Andrzej Selenita, Polski ślad na Księżycu. Życie i dzieło Mieczysława Grzegorza Bekkera (1905-1989), Santa Barbara-Chełm-Warszawa 2015, 250 s.
- Andrzej Wawryniuk, Diaspora ukraińska na Zachodzie a sprawa wschodniej granicy powojennej Polski w świetle analiz polskiej dyplomacji, PWSZ w Chełmie, Chełm 2014.
- Andrzej Wawryniuk, Z Podola na Lubelszczyznę. Józef Kossowski – burmistrz Rejowca i Żółkiewki, Chełm 2014.
- Daniel Romanowicz i jego czasy, „Rocznik Instytutu Europy Środkowo-Wschodniej”, red. A. Gil, A. Wawryniuk, H. Bazhenova, Lublin 2014.
- Andrzej Wawryniuk, Monografie Wschodniej Lubelszczyzny, gmina Białopole, powiat chełmski, historia, geografia, gospodarka, polityka, Chełm 2013.
- Andrzej Wawryniuk, Monografie Wschodniej Lubelszczyzny, gmina Horodło, powiat hrubieszowski, historia, geografia, gospodarka, polityka, Chełm 2013.
- Od Wzgórz Golan przez Afganistan do Chełma, red. Andrzej Wawryniuk, Chełm 2013, wyd. II.
- Wawryniuk Andrzej, Monografie Wschodniej Lubelszczyzny, Gmina Siennica Różana, powiat krasnostawski, historia, geografia, gospodarka, polityka, tom 1 (seria zielono-żółta), Chełm 2013, 308 s.
- Wawryniuk Andrzej, Monografie Wschodniej Lubelszczyzny, Gmina Dubienka, powiat chełmski, historia, geografia, gospodarka, polityka, nr 5 (seria zielona). Chełm 2013, 188 s.
- Od Wzgórz Golan przez Afganistan do Chełma, red. Andrzej Wawryniuk, Chełm 2013, wyd. I.
- Wawryniuk A. Monografie Wschodniej Lubelszczyzny, Gmina Dorohusk, powiat chełmski, historia, geografia, gospodarka, polityka, tom III (seria zielona), wyd. II, Chełm 2012, 392 s.
- Вавринюк А.А., Політичний устрій країн регіону: Західна Європа, енцикл. довід. для студ., РВВ „Вежа” Волин. нац. ун-ту ім. Лесі Українки, Луцьк 2012, 100 c.
- Wawryniuk A. Monografie Wschodniej Lubelszczyzny, Gmina Stary Brus, powiat włodawski, historia, geografia, gospodarka, polityka, tom III (seria niebieska), Chełm – Stary Brus 2012, 200 s.
- Wawryniuk A. Monografie Wschodniej Lubelszczyzny, Gmina Hanna i Gmina Wyryki, powiat włodawski, historia, geografia, gospodarka, polityka, tom V-VI (seria niebieska), Chełm 2012, 230 s.
- Wawryniuk A. Monografie Wschodniej Lubelszczyzny, Gmina Hanna, powiat włodawski, historia, geografia, gospodarka, polityka, tom VII (seria niebieska), Chełm 2012, 126 s.
- Wawryniuk A. Monografie Wschodniej Lubelszczyzny, Gmina Stary Brus, powiat włodawski, historia, geografia, gospodarka, polityka, tom III (seria niebieska), Chełm – Stary Brus 2012, 200 s.
- Wawryniuk A. Monografie Wschodniej Lubelszczyzny, Gmina Wola Uhruska, powiat włodawski, historia, geografia, gospodarka, polityka, tom IV (seria niebieska), Chełm – Wola Uhruska 2012, 448 s.
- Wawryniuk A., Monografie Wschodniej Lubelszczyzny, powiat włodawski, historia, geografia, gospodarka, polityka, wyd. II, Chełm 2012, 798 s.
- Wawryniuk A. Monografie Wschodniej Lubelszczyzny, Gmina Dorohusk, powiat chełmski, historia, geografia, gospodarka, polityka, tom III (seria zielona), wyd. I, Chełm 2012, 411 s.
- Wawryniuk A., Monografie Wschodniej Lubelszczyzny, gmina Włodawa, historia, geografia, gospodarka, polityka, Chełm 2012, s. 350.
- A. A. Вавринюк, B. O. Патійчук, Сучасний політичний розвиток і геополітична орієнтація країн регіону (Західної Європи), (Робоча програма навчальної дисципліни для студентів спеціальності „Країнознавство”), Луцьк – 2012, 100 s.
- Wawryniuk A. Powiat włodawski, historia, geografia, gospodarka, polityka, monografia miejscowości, Włodawa 2010, 800 s.
- Wawryniuk A. Wielki leksykon lubelsko-wołyńskiego pobuża, gmina Hańsk, powiat włodawski, historia, geografia, gospodarka, polityka, tom II (seria niebieska), Chełm 2010, 250 s.
- Wawryniuk A. Wielki leksykon lubelsko-wołyńskiego pobuża, Gmina Żmudź, powiat chełmski, historia, geografia, gospodarka, polityka, tom I (seria zielona), Chełm 2010, 400 s.
- Wawryniuk A. Wielki leksykon lubelsko-wołyńskiego pobuża, Gmina Wierzbica, powiat chełmski, historia, geografia, gospodarka, polityka, tom II (seria zielona), Chełm 2010, 500 s.
- Wawryniuk A. A., Encyklopedia Euroregionu „Bug”, powiat włodawski (Polska), РВВ „Вежа” Волин. держ. ун-ту ім. Лесі Українки, Луцьк 2009, 679 s.
- Wawryniuk A., Historia, gospodarka, polityka. Wielki leksykon lubelsko-wołyńskiego pobuża. Gmina Sosnowica, powiat parczewski, Chełm 2009, 180 s.
- Вавринюк А.А., Сучасна діяльність польської частини єврорегіону „Буг” // Монографія – Луцьк: РВВ „Вежа” Волин. націон. ун-ту ім. Лесі Українки, 2008. – 258 с.
- Wawryniuk A. A., Współczesna działalność polskiej części Euroregionu „Bug” (społeczno-geograficzna analiza), monografia, Łuck 2008, 258 s.
- Вавринюк, Анджей Антоні, Сучасний суспільно-географічний аналіз діяльності польської частини єврорегіону „Буг”, автореферат дис. канд. геогр. наук, Львів. нац. ун-т ім. І. Франка. – Львів: [б. и.], 2007. – 20 с., ББК У9(4УКР)8(4ПОЛ).
- Wawryniuk A., Leksykon miejscowości powiatu chełmskiego, wydanie II Chełm 2002, 548 s.
- Wawryniuk A., Leksykon miejscowości powiatu chełmskiego, wydanie I Chełm 2001, 477 s.